# Vetejordfly
Vetejordfly, Euxoa tritici, är en fjärilsart som beskrevs av Carl von Linné, 1761. Vetejordfly ingår i släktet Euxoa och familjen nattflyn. Arten  har livskraftiga, LC, populationer i både Sverige och Finland. Tre underarter finns listade i Catalogue of Life, Euxoa tritici adriatica Fiori, 1958, Euxoa tritici biscajana Corti, 1932, Euxoa tritici reisseri Corti, 1932. Detta taxon är en sammanslagning av vad som tidigare betraktades som tre arter, vetejordfly, Euxoa tritici, dunkelt jordfly Euxoa eruta och kryptiskt jordfly Euxoa nigrofusca. Eftersom arterna inte går att skilja på varken morfologiskt eller med DNA-sekvensering betraktas det ibland som ett artkoplex eller som en art med flera morfer.